# TAG-1

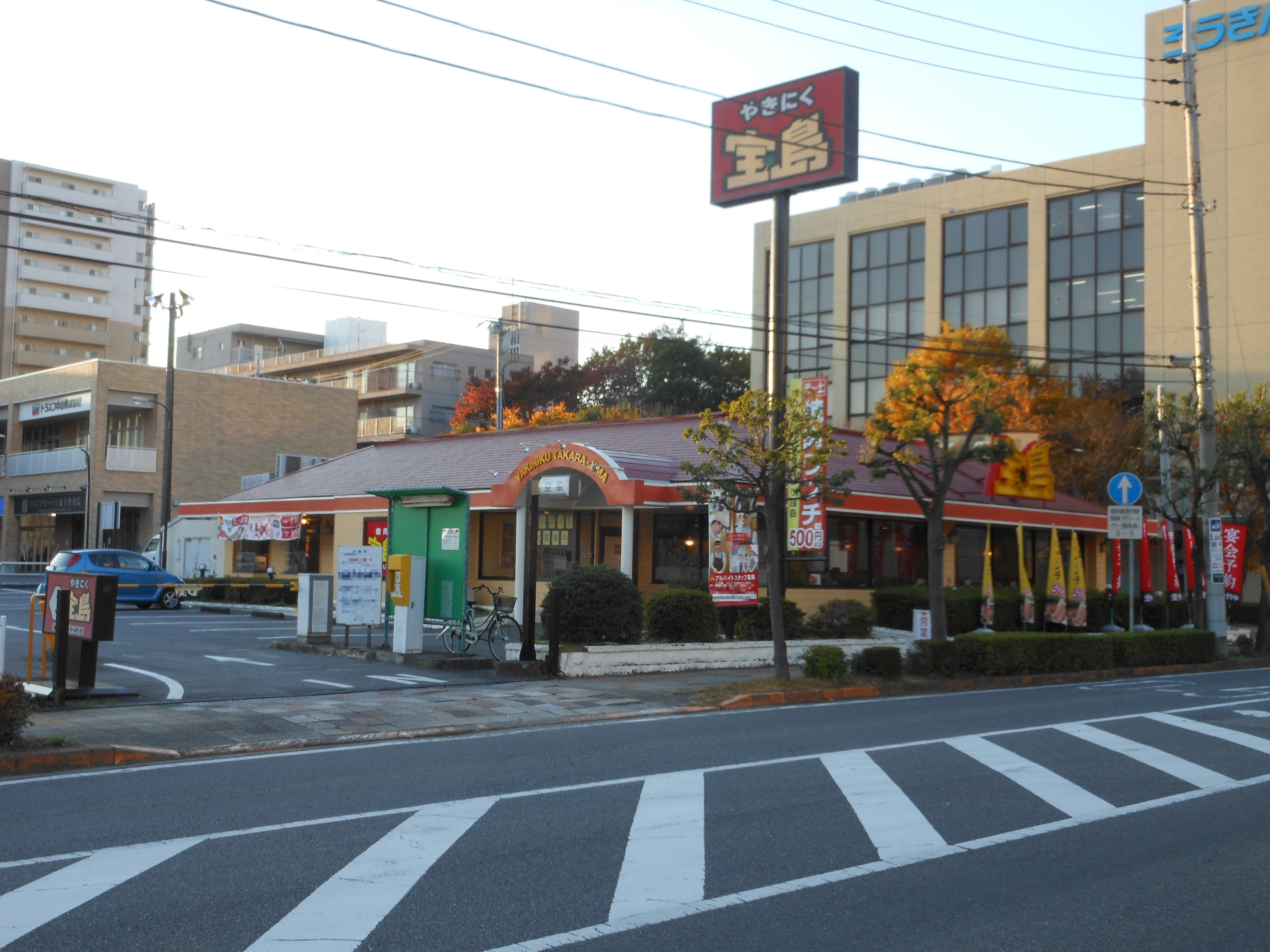
店舗の例（学園店）

株式会社TAG-1（タグワン）は、東京都港区に本社を置くゼンショーホールディングスの連結子会社。

## 概要
焼肉事業の強化を図るため、ゼンショーグループの各社を統合し、設立された。
2015年度に株式会社宝島から商号変更し、株式会社エイ・ダイニングから焼肉としゃぶしゃぶの店「牛庵」「いちばん」も継承している。
近年では、「焼肉倶楽部いちばん」業態を「熟成焼肉いちばん」に統合。
「焼肉宝島」「牛庵」を全店閉店し、順次「熟成焼肉いちばん」業態に転換し、運営を「熟成焼肉いちばん」に一本化。

## 沿革
- 1986年 - ろびんふっどより焼肉レストラン「宝島」1号店（天川店）を出店。
- 1987年 - 株式会社ぎゅあんより「牛庵」1号店を出店。
- 2001年 - ゼンショーホールディングスが株式会社ぎゅあんの株式取得。
- 2006年 - ゼンショーグループの再編に伴い、簡易会社分割方式により株式会社宝島が設立。
- 2008年 - 株式会社宝島の全株式がゼンショーに譲渡される。
- 2015年 -「宝島」・「牛庵」・「焼肉倶楽部いちばん」を統合し、株式会社TAG-1を設立。
- 2016年 - 新業態として「熟成焼肉いちばん」を出店。
- 2024年3月 - 宝島笹野店の閉店をもって「宝島」全店閉店。
- 2024年4月 - 港北ニュータウン店の閉店をもって「牛庵」全店閉店。

## 運営する業態
- 熟成焼肉いちばん

過去に運営していたチェーン店（閉店または業態転換）
- 焼肉宝島
- 牛庵
- 焼肉倶楽部いちばん